# Nils Langhelle

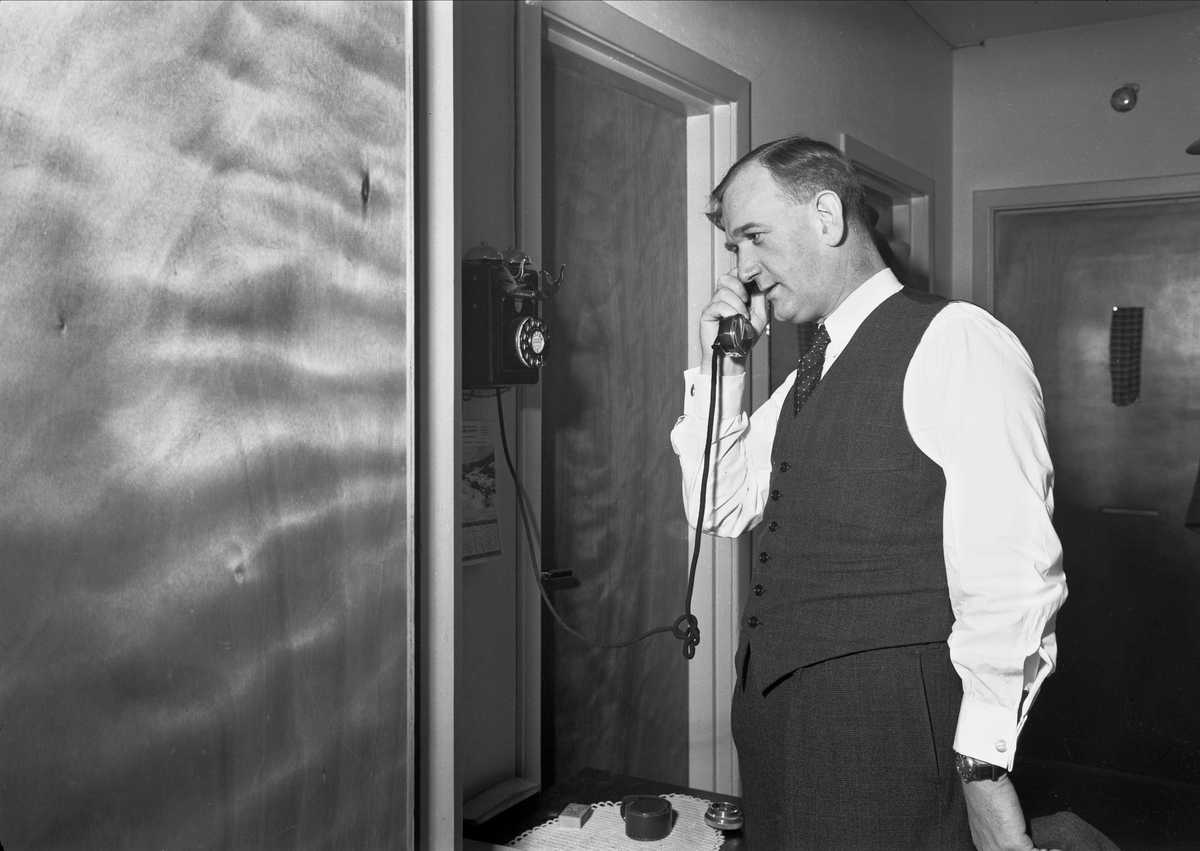
Nils Langhelle (Foto von Leif Ørnelund, 1947)

Nils Langhelle (* 28. September 1907 in Bergen, Hordaland; † 28. August 1967 in Hol, Buskerud) war ein norwegischer Politiker der Arbeiderpartiet, der unter anderem von 1945 bis 1946 Arbeitsminister, zwischen 1946 und 1952 Minister für Verkehr und Kommunikation, von 1952 bis 1954 Verteidigungsminister sowie zwischen 1954 und 1955 Minister für Handel und Schifffahrt war. Er fungierte zudem von 1957 bis 1965 als Präsident des Storting sowie zwischen 1960 und 1961 als Präsident der Parlamentarischen Versammlung der NATO. 1967 war er ferner Präsident des Nobelkomitees von Norwegen.

## Leben

### Kommunalpolitiker und KZ-Häftling
Nils Langhelle, Sohn des Oberschaffners der Bergensbanen Nils Olsen Langhelle und seiner Ehefrau Aletta Nøttingnes, schloss 1923 die Mittelschule ab und besuchte danach die Tanks videregående skole, an der der spätere Industrie- und Verteidigungsminister Nils Handal sowie der spätere Bürgermeister von Bergen Knut Tjønneland zu seinen Jahrgangskameraden gehörten. Als Sechzehnjähriger wurde er 1923 zudem Mitglied der sozialdemokratischen Jugendgruppe Frihet. 1926 begann er ein Lehramtsstudium, das er 1934 als Candidatus philologiæ abschloss. Im Anschluss war er kurzzeitig als Lehrer für die Fächer Geschichte, Deutsch und Englisch tätig, wechselte aber kurz darauf als Mitarbeiter in die Jugendabteilung des Arbeitsamtes von Bergen, um sich besser seiner politischen Arbeit zu widmen. Seine politische Laufbahn begann er in der Kommunalpolitik und wurde 1935 im Alter von 28 Jahren Vorsitzender der Arbeiderpartiet in Bergen sowie 1937 Mitglied des Stadtrates und war zwischen 1938 und 1940 Vorsitzender des Berufsschulausschusses der Stadt. Ferner wurde er 1936 Mitglied des Landesvorstandes der Arbeiterpartei (Det norske Arbeiderpartis landsstyre).
Nach der deutschen Besetzung Norwegens am 9. April 1940 musste Langhelle seine politischen Tätigkeiten weitgehend einstellen. Er war einer der bekanntesten Gegner des Nationalsozialismus in der Stadt und spielte eine wichtige Rolle in der Widerstandsbewegung. Wegen dieser Tätigkeit wurde er am 29. Januar 1943 festgenommen und befand sich von Mai bis September 1943 in Haft im Polizeihäftlingslager Grini, ehe er ins KZ Sachsenhausen verlegt wurde. Während dieser Zeit arbeitete er als Zwangsarbeiter in den Heinkel-Werken Oranienburg.

### Minister und Abgeordneter

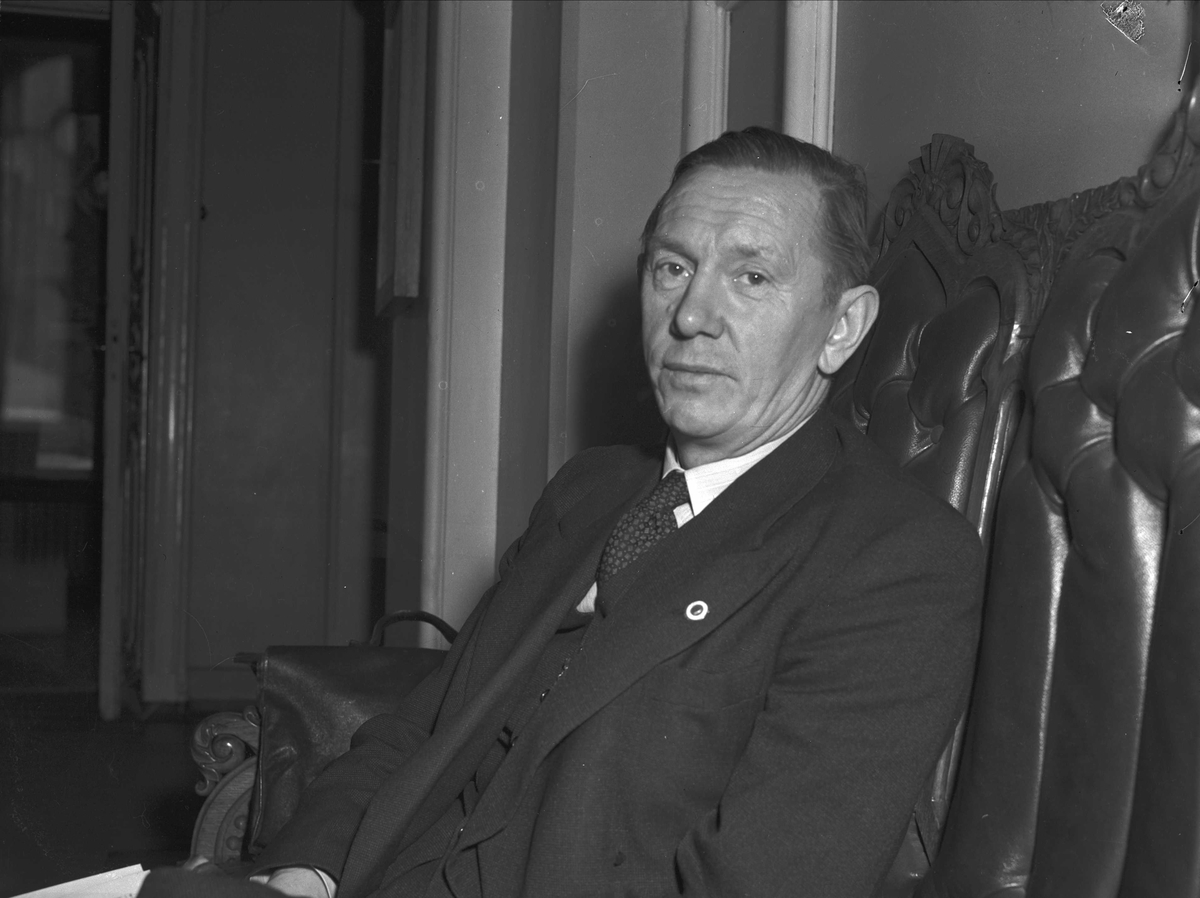
In der Regierung von Ministerpräsident Oscar Torp bekleidete Langhelle verschiedene Ministerposten.

1945 wurde Langhelle für die Arbeiterpartei im Wahlkreis Bergen stellvertretendes Mitglied der Storting und gehörte bis 1945 erneut dem Landesvorstand der Arbeiderpartiet als Mitglied an. Am 5. November 1945 wurde er in der zweiten Regierung Gerhardsen Arbeitsminister (Statsråd, Arbeidsdepartementet) und bekleidete dieses Amt bis zur Auflösung des Ministeriums am 22. Februar 1946. Daraufhin übernahm er am 22. Februar 1946 das neu geschaffene Amt als Minister für Verkehr und Kommunikation (Statsråd, Samferdselsdepartementet) und hatte dieses bis zum Ende von Gerhardsens Amtszeit am 19. November 1951 inne.
Am 10. Oktober 1949, 12. Oktober 1953, 6. Oktober 1957, 11. September 1961 und 13. September 1965 wurde Langhelle für die Arbeiderpartiet im Wahlkreis Bergen zum Mitglied der Storting gewählt, der er bis zu seinem Tode am 28. August 1967 angehörte. Daneben war er zeitweilig norwegischer Vertreter in der Generalversammlung der Vereinten Nationen, in der Parlamentarischen Versammlung der NATO sowie in der Vollversammlung des Nordischen Rates. Das Amt als Minister für Verkehr und Kommunikation bekleidete er zwischen dem 19. November 1951 und dem 5. Januar 1952 auch in der Regierung Torp, woraufhin Jakob Martin Pettersen sein Nachfolger wurde. Im Zuge dieser Kabinettsumbildung löste er wiederum am 5. Januar 1952 Jens Christian Hauge als Verteidigungsminister (Statsråd, Forsvarsdepartementet) ab und hatte dieses Ministeramt bis zu seiner Ablösung durch Kai Birger Knudsen am 15. Juni 1954 inne. Die Gefahr eines neuen Weltkrieges wurde zu dieser Zeit als real angesehen. In der Regierung, im Storting, in der Presse und im Offizierskorps hatte es Unruhen in Bezug auf die Verteidigungspolitik gegeben. In kurzer Zeit schuf Nils Langhelle ein Klima der verteidigungspolitischen Zusammenarbeit. Zuletzt wurde er als Nachfolger von Ministerpräsident (Statsminister) Oscar Torp am 15. Juni 1954 Minister für Handel und Schifffahrt	(Statsråd, Handels- og skipsfartsdepartementet) in dessen Regierung und behielt diesen Posten bis zum Ende von Torps Regierungszeit am 22. Januar 1955.

### Präsident des Storting 1958 bis 1965

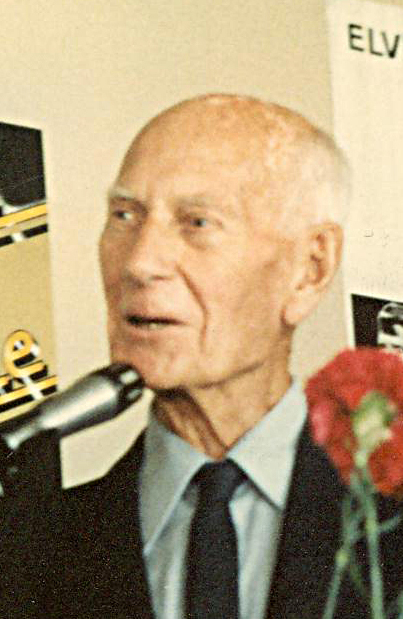
In den frühen 1960er Jahren galt Langhelle als möglicher Nachfolger von Einar Gerhardsen, dem langjährigen Ministerpräsidenten und Vorsitzenden der Arbeiderpartiet.

Nach seinem Ausscheiden aus der Regierung war Nils Langhelle zunächst Mitglied verschiedener Ausschüsse sowie vom 22. Januar 1955 bis zum 8. Mai 1958 stellvertretender Vorsitzender der Fraktion der Arbeiterpartei in der Storting. Daneben war er zwischen dem 11. Januar 1957 und dem 8. Mai 1958 Vizepräsident der Storting. Ferner fungierte er zwischen 1955 und 1960 als Vorsitzender des Rates für Hotelangelegenheiten (Rådet for hotellsaker) sowie als Leiter der Region Norwegen der Fluggesellschaft SAS Scandinavian Airlines. Außerdem war er von 1956 bis 1959 Vorsitzender der Vereinigung Norden (Foreningen Norden), ein in den nordischen Ländern vertretener Verein zur Förderung der kulturellen und politischen Zusammenarbeit zwischen den einzelnen nordischen Ländern. 
Am 18. Januar 1958 wurde Langhelle als Nachfolger von Oscar Torp Präsident der Storting und bekleidete dieses Amt bis zum 30. September 1965, woraufhin Bernt Ingvaldsen seine Nachfolge antrat. Nils Langhelle war wie geschaffen für die Präsidentschaft, ein geduldiger Zuhörer, der mit gnädiger Autorität die Debatten und Abstimmungen leitete, immer mit guter Kontrolle über sich selbst und die Versammlung. Mit gut platzierten, warmen Bemerkungen konnte er eine befreiende Fröhlichkeit entfesseln. Äußerlich vertrat er die Storting mit natürlicher Würde. In der langen Reihe der Präsidenten gilt Nils Langhelle als einer der ganz Großen. Zugleich fungierte er zwischen dem 10. Mai 1958 und dem 30. September 1965 als Vorsitzender des Wahlausschusses (Valgkomiteen). Er war ferner zwischen 1960 und 1961 Präsident der Parlamentarischen Versammlung der NATO.
Des Weiteren war Nils Langhelle von 1960 bis zu seinem Tode 1967 wieder Vorsitzender der Arbeiterpartei in Bergen sowie zudem zwischen 1961 und 1967 auch erneut Mitglied des Landesvorstandes der Arbeiderpartiet. Außerdem fungierte er von 1960 bis 1967 als Vorstandsvorsitzender der parteinahen Tageszeitung Arbeiderbladet, zwischen 1962 und 1967 abermals als Vorsitzender der Vereinigung Norden sowie von 1964 bis 1967 als Vorstandsvorsitzender des Eisenerzbergwerks Aktieselskapet Sydvaranger. In den frühen 1960er Jahren tauchte Langhelles Name ständig in Spekulationen darüber auf, wer Einar Gerhardsens Nachfolger sein würde. Gerhardsen selbst hätte sich Langhelle leicht als Ministerpräsident und Parteivorsitzenden vorstellen können. 1965 wurde Trygve Bratteli zum neuen Parteivorsitzenden und damit zum Premierminister gewählt. Zuletzt war er zwischen dem 8. August 1965 und seinem Tode am 28. August 1967 erneut Vizepräsident der Storting sowie zusätzlich vom 8. Oktober 1965 bis zum 28. August 1967 stellvertretender Vorsitzender des Wahlausschusses. Zuletzt war er 1967 Präsident des Nobelkomitees von Norwegen, dem er bereits zwischen 1964 und 1967 angehörte.

## Veröffentlichung
- Situasjonen i og om NATO, Oslo 1963

## Hintergrundliteratur
- Egil Helle: Nils Langhelle: en politisk biografi, Tiden, Oslo 1991, S. 64. ISBN 82-10-03461-8.